# Luxo Jr.
Luxo Jr. er den første computeranimationsfilm produceret i 1986 af Pixar Animation Studios. Filmen varer lidt over to minutter, inkl. krediteringer. Filmen skulle demonstrere hvilke slags ting, det nyoprettede selskab var i stand til at producere.
De to eneste figurer i filmen er 2 bordlamper inspireret af en lampe af mærket Luxo. Lampen blev senere en del af Pixars logo.